# 姚克佑
姚克佑（1918年—1967年），男，北京人，中华人民共和国军事人物，中国人民解放军少将，曾任中国人民解放军空军副参谋长。